# David François (dessinateur)
Pour les articles homonymes, voir David François.
David François est un dessinateur et coloriste de bande dessinée né à Amiens le 15 février 1983.

## Biographie
David François obtient un bac scientifique avant de s'inscrire en école d'art. Il n'y reste que peu de temps avant de se lancer de façon autodidacte dans la BD. En parallèle à sa carrière d'auteur et de coloriste, il est engagé dans plusieurs associations de promotion de la BD en Picardie. Il intervient aussi dans les milieux psychiatriques, carcéraux et scolaires dans le cadre d'ateliers d'écriture de bande dessinée.
Lycéen, il remporte le concours de bande dessinée organisé dans le cadre du Festival BD d'Amiens. Quelques années plus tard, il croise Régis Hautière dans une librairie. De cette rencontre est issue une collaboration sur L'Étrange Affaire des corps sans vie (Prix Abracadabulles en 2007) puis sur De briques et de sang. 

## Œuvres

### Bandes dessinées (albums)
- 2006 : L'Étrange Affaire des corps sans vie[4], Régis Hautière (scénario), David François (dessin, couleurs), Paquet, 159 p.  (ISBN 978-2-888-90065-8) (Prix Abracadabulles en 2007)[2]
- 2007 : Vilaine - t. 1 : Mont-Borgne, Gérard Moncomble (scénario), Alain Grand (dessin), David François (couleurs), Treize étrange, 46 p.  (ISBN 978-2-7459-3000-2)
- 2010 : De briques et de sang[3]{, Régis Hautière (scénario), David François (dessin, couleurs), Casterman, 146 p.  (ISBN 978-2-2030-0854-0)
- 2011 : Pour tout l'or du monde - t. 1 : Impostures, Régis Hautière (scénario), Alain Grand (dessin), David François (couleurs), Soleil Productions, 48 p.  (ISBN 978-2-30201-511-1)
- 2013 : La Guerre des Lulus - t. 1 : 1914 : La maison des enfants trouvés, Régis Hautière (scénario), Hardoc (dessin, couleurs), David François (couleurs), Casterman, 56 p.  (ISBN 978-2-20303-442-6)
- 2014 : La Guerre des Lulus - t. 2 : 1915 : Hans, Régis Hautière (scénario), Hardoc (dessin, couleurs), David François (couleurs), Casterman, 56 p.  (ISBN 978-2-203-06397-6)
- 2015 : Un homme de joie - t. 1 : La ville monstre, Régis Hautière (scénario), David François (dessin, couleurs), Casterman, 56 p.  (ISBN 978-2203074170)
- 2015 : La Guerre des Lulus - t. 3 : 1916 : Le tas de briques, Régis Hautière (scénario), Hardoc (dessin, couleur), David François (couleur), Casterman, 64 p.  (ISBN 978-2-2030-8772-9)
- 2016 : La Guerre des Lulus - t. 4 : 1917 : La déchirure, Régis Hautière (scénario), Hardoc (dessin, couleur), David François (couleur), Casterman, 56 p.  (ISBN 978-2-203-10283-5)
- 2017 : La Guerre des Lulus - t. 5 : 1918 : Le Der des ders, Régis Hautière (scénario), Hardoc (dessin, couleur), David François (couleur), Casterman, 64 p.  (ISBN 978-2-203-12630-5)
- 2018 : La Guerre des Lulus - t. 6 : Lucien[5], Régis Hautière (scénario), Hardoc (dessin, couleur), Damien Cuvilier (story-board), David François (couleur), Casterman, 64 p.  (ISBN 978-2-2031-5926-6)
- 2021 : La Guerre des Lulus - t. 7 : Luigi, Régis Hautière (scénario), Hardoc (dessin, couleur), Damien Cuvilier (story-board), David François (couleur), Casterman, 64 p.  (ISBN 978-2-2031-5927-3)